# Le Mans 24-timmars 2014
Le Mans 24-timmars 2014 kördes under 14 - 15 juni. Tävlingen vanns av André Lotterer, Marcel Fässler och Benoît Tréluyer i en Audi. Det var trions tredje seger i tävlingen och Audis trettonde vinst. 

## Resultat
Fet stil markerar vinnare i respektive klass.
| Plats                  | Klass     | Team                      | Förare                                                | Bil                      | Varv |
| ---------------------- | --------- | ------------------------- | ----------------------------------------------------- | ------------------------ | ---- |
| 1                      | LMP1-H    | Audi Sport Team Joest     | André Lotterer Marcel Fässler Benoît Tréluyer         | Audi R18 e-tron quattro  | 379  |
| 2                      | LMP1-H    | Audi Sport Team Joest     | Marc Gené Tom Kristensen Lucas di Grassi              | Audi R18 e-tron quattro  | 376  |
| 3                      | LMP1-H    | Toyota Racing             | Anthony Davidson Nicolas Lapierre Sébastien Buemi     | Toyota TS040 Hybrid      | 374  |
| 4                      | LMP1-L    | Rebellion Racing          | Nicolas Prost Mathias Beche Nick Heidfeld             | Rebellion R-One-Toyota   | 360  |
| 5                      | LMP2      | Jota Sport                | Simon Dolan Oliver Turvey Harry Tincknell             | Zytek Z11SN -Nissan      | 356  |
| 6                      | LMP2      | Thiriet by TDS Racing     | Pierre Thiriet Ludovic Badey Tristan Gommendy         | Ligier JS P2-Nissan      | 355  |
| 7                      | LMP2      | Signatech-Alpine          | Paul-Loup Chatin Nelson Panciatici Oliver Webb        | Alpine A450- Nissan      | 355  |
| 8                      | LMP2      | Sébastien Loeb Racing     | René Rast Vincent Capillaire Jan Charouz              | Oreca 03- Nissan         | 354  |
| 9                      | LMP2      | OAK Racing                | Mark Shulzhitskiy Alex Brundle Jann Mardenborough     | Ligier JS P2-Nissan      | 354  |
| 10                     | LMP2      | Newblood by Morand Racing | Gary Hirsch Christian Klien Romain Brandela           | Morgan LMP2-Judd         | 352  |
| 11                     | LMP1-H    | Porsche Team              | Marc Lieb Neel Jani Romain Dumas                      | Porsche 919 Hybrid       | 348  |
| 12                     | LMP2      | OAK Racing-Team Asia      | Ho-Pin Tung David Cheng Adderly Fong                  | Ligier JS P2-Honda       | 347  |
| 13                     | LMP2      | Race Performance          | Michel Frey Franck Mailleux Jon Lancaster             | Oreca 03-Judd            | 342  |
| 14                     | LMP2      | Larbre Compétition        | Pierre Ragues Keiko Ihara Ricky Taylor                | Morgan LMP2-Judd         | 341  |
| 15                     | LMGTE Pro | AF Corse                  | Gianmaria Bruni Giancarlo Fisichella Toni Vilander    | Ferrari 458 GT2          | 339  |
| 16                     | LMGTE Pro | Corvette Racing           | Antonio García Jan Magnussen Jordan Taylor            | Chevrolet Corvette C7.R  | 338  |
| 17                     | LMGTE Pro | Porsche Team Manthey      | Marco Holzer Richard Lietz Frédéric Makowiecki        | Porsche 911 RSR          | 337  |
| 18                     | LMP2      | Pegasus Racing            | Bertrand Baguette Martin Plowman Ricardo González     | Morgan LMP2- Nissan      | 336  |
| 19                     | LMGTE Am  | Aston Martin Racing       | David Heinemeier Hansson Kristian Poulsen Nicki Thiim | Aston Martin Vantage GTE | 334  |
| 20                     | LMGTE Pro | Corvette Racing           | Oliver Gavin Richard Westbrook Tommy Milner           | Chevrolet Corvette C7.R  | 333  |
| 21                     | LMGTE Am  | Proton Competition        | Christian Ried Klaus Bachler Khaled al Qubaisi        | Porsche 911 RSR          | 332  |
| 22                     | LMGTE Am  | AF Corse                  | Luís Pérez Companc Mirko Venturi Marco Cioci          | Ferrari 458 GT2          | 331  |
| 23                     | LMGTE Am  | 8 Star Motorsports        | Frankie Montecalvo Gianluca Roda Paolo Ruberti        | Ferrari 458 GT2          | 330  |
| 24                     | LMGTE Am  | Dempsey Racing-Proton     | Patrick Dempsey Patrick Long Joe Foster               | Porsche 911 GT3 RSR      | 329  |
| 25                     | LMP2      | Caterham Racing           | Chris Dyson Matt McMurry Tom Kimber-Smith             | Zytek Z11SN -Nissan      | 329  |
| 26                     | LMGTE Am  | Aston Martin Racing       | Paul Dalla Lana Christoffer Nygaard Pedro Lamy        | Aston Martin Vantage GTE | 329  |
| 27                     | LMGTE Am  | JMW Motorsport            | Abdulaziz al Faisal Seth Nieman Spencer Pumpelly      | Ferrari 458 GT2          | 327  |
| 28                     | LMGTE Am  | Team Taisan               | Shinji Nakano Martin Rich Pierre Ehret                | Ferrari 458 GT2          | 327  |
| 29                     | LMGTE Am  | Team Sofrev ASP           | Fabien Barthez Soheil Ayari Anthony Pons              | Ferrari 458 GT2          | 325  |
| 30                     | LMGTE Am  | Krohn Racing              | Tracy Krohn Niclas Jönsson Ben Collins                | Ferrari 458 GT2          | 324  |
| 31                     | LMGTE Am  | IMSA Performance Matmut   | Raymond Narac Nicolas Armindo David Hallyday          | Porsche 911 GT3 RSR      | 323  |
| 32                     | LMGTE Am  | Ram Racing                | Johnny Mowlem Archie Hamilton Mark Patterson          | Ferrari 458 GT2          | 319  |
| 33                     | LMGTE Pro | Prospeed Competition      | Jeroen Bleekemolen Cooper MacNeil                     | Porsche 911 GT3 RSR      | 319  |
| 34                     | LMGTE Am  | IMSA Performance Matmut   | Éric Hélary Erik Maris Jean-Marc Merlin               | Porsche 911 GT3 RSR      | 317  |
| 35                     | LMGTE Pro | Aston Martin Racing       | Darren Turner Bruno Senna Stefan Mücke                | Aston Martin Vantage GTE | 310  |
| 36                     | LMGTE Pro | Porsche Team Manthey      | Jörg Bergmeister Nick Tandy Patrick Pilet             | Porsche 911 RSR          | 309  |
| 37                     | LMP2      | SMP Racing                | Mika Salo Anton Ladygin Sergei Zlobin                 | Oreca 03-Nissan          | 303  |
| 38                     | LMGTE Am  | AF Corse                  | Yannick Mallégol Jean-Marc Bachelier Howard Blank     | Ferrari 458 GT2          | 295  |
| Ej klassificerade (NC) |           |                           |                                                       |                          |      |
| 39                     | LMP1-H    | Porsche Team              | Timo Bernhard Brendon Hartley Mark Webber             | Porsche 919 Hybrid       | 346  |
| Bröt tävlingen (DNF)   |           |                           |                                                       |                          |      |
| 40                     | LMP1-H    | Toyota Racing             | Alexander Wurz Stéphane Sarrazin Kazuki Nakajima      | Toyota TS040 Hybrid      | 219  |
| 41                     | LMGTE Am  | SMP Racing                | Andrea Bertolini Alexei Basov Viktor Shaitar          | Ferrari 458 GT2          | 196  |
| 42                     | LMGTE Am  | Prospeed Competition      | Emmanuel Collard François Perrodo Markus Palttala     | Porsche 911 GT3 RSR      | 194  |
| 43                     | LMGTE Pro | Ram Racing                | Matt Griffin Federico Leo Álvaro Parente              | Ferrari 458 GT2          | 140  |
| 44                     | LMP2      | G-Drive Racing            | Roman Rusinov Olivier Pla Julien Canal                | Morgan LMP2-Nissan       | 120  |
| 45                     | LMGTE Am  | AF Corse                  | Lorenzo Casé Raffaele Giammaria Peter Ashley Mann     | Ferrari 458 GT2          | 115  |
| 46                     | LMP2      | KCMG                      | Alexandre Imperatori Matt Howson Richard Bradley      | Oreca 03-Nissan          | 87   |
| 47                     | LMP1-L    | Rebellion Racing          | Fabio Leimer Andrea Belicchi Dominik Kraihamer        | Rebellion R-One-Toyota   | 73   |
| 48                     | LMP2      | Murphy Prototypes         | Nathanaël Berthon Karun Chandhok Rodolfo González     | Oreca 03-Nissan          | 73   |
| 49                     | LMP2      | Greaves Motorsport        | Alessandro Latif Michael Munemann James Winslow       | Zytek Z11SN -Nissan      | 31   |
| 50                     | LMGTE Pro | AF Corse                  | Olivier Beretta Pierre Kaffer Davide Rigon            | Ferrari 458 GT2          | 28   |
| 51                     | LMP1-H    | Audi Sport Team Joest     | Filipe Albuquerque Oliver Jarvis Marco Bonanomi       | Audi R18 e-tron quattro  | 25   |
| 52                     | LMGTE Am  | AF Corse                  | Sam Bird Michele Rugolo Stephen Wyatt                 | Ferrari 458 GT2          | 22   |
| 53                     | LMP2      | SMP Racing                | Kirill Ladygin Maurizio Mediani Nicolas Minassian     | Oreca 03-Nissan          | 9    |
| 54                     |           | Nissan Motorsports Global | Satoshi Motoyama Lucas Ordóñez Wolfgang Reip          | Nissan ZEOD RC           | 5    |